# Callahan
Callahan é uma vila localizada no estado americano da Flórida, no condado de Nassau. Foi incorporada em 1911.

## Geografia
De acordo com o United States Census Bureau, a vila tem uma área de 3,8 km², onde todos os 3,8 km² estão cobertos por terra.

### Localidades na vizinhança
O diagrama seguinte representa as localidades num raio de 32 km ao redor de Callahan.

## Demografia
Segundo o censo nacional de 2010, a sua população é de 1 123 habitantes e sua densidade populacional é de 299 hab/km². É a localidade menos populosa do condado de Nassau, embora tenha sido a que, em 10 anos, teve o maior crescimento populacional do condado. Possui 529 residências, que resulta em uma densidade de 140,8 residências/km².